# Rhododendron jenestierianum
Rhododendron jenestierianum är en ljungväxtart som beskrevs av George Forrest. Rhododendron jenestierianum ingår i släktet rododendron, och familjen ljungväxter. Inga underarter finns listade i Catalogue of Life.